# دروری لین

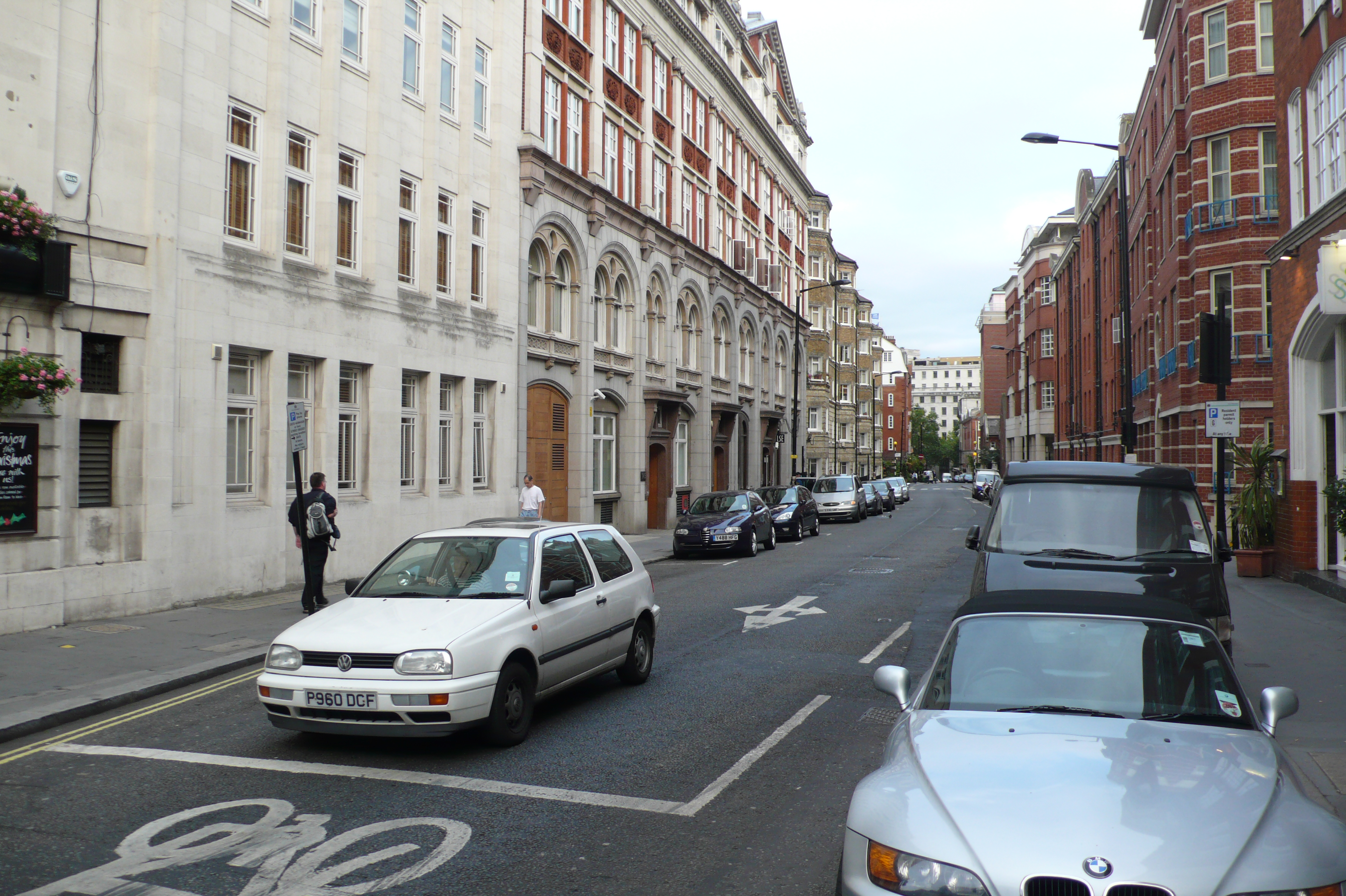

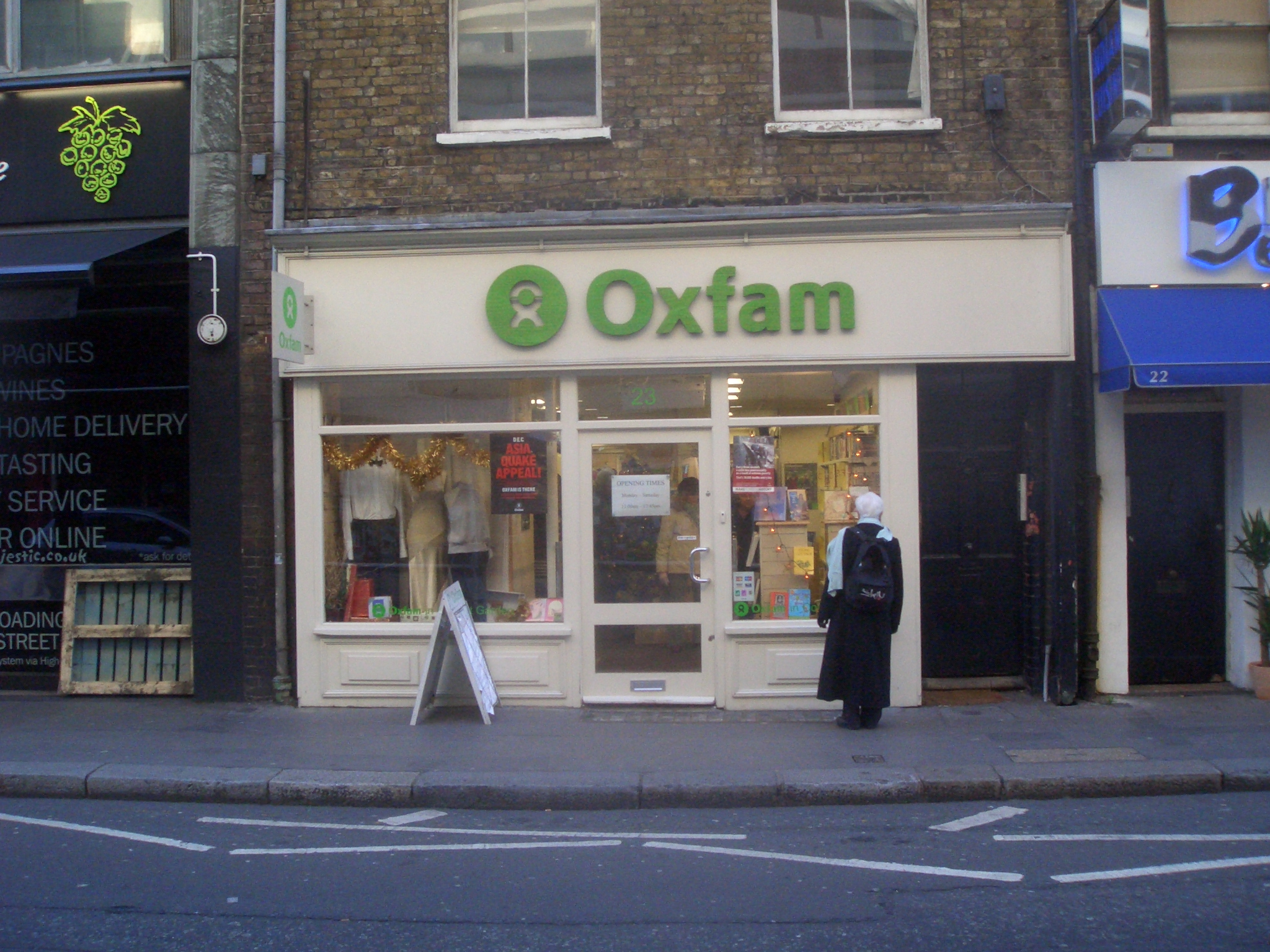

دروری لین (انگلیسی: Drury Lane) یک خیابان در لندن، انگلستان است.
این خیابان که در شرق کاونت گاردن قرار دارد مابین خیابان‌های های هوبرن و آلدویچ واقع شده است. تئاتر نیو لندن و تئاتر رویال در دروری لین قرار دارند.